# Mărășești
Mărășești is een stad (oraș) in het Roemeense district Vrancea. De stad telt 1070 inwoners (2002).